# Legio IV Scythica
Legio IV Scythica (IV Скіфський легіон) — римський легіон. Інша назва — IV Парфянський легіон.

## Історія
Створений у 42 році до н. е. одним з триумвірів Марком Антонієм для майбутньої війни проти Парфії. Тоді він отримав назву Парфянського. Він брав участь у битві при Акціумі 31 року до н. е. на боці Антонія. Після поразки останнього за наказом Октавіана легіон перебазовано до Дунаю (у провінцію Мезія) — для захисту кордонів тоді ще Римської республіки від вторгнення скіфських племен. Звідси його остаточна назва — Скіфський. Табор легіону розташовувався у м. Вімінасій (сучасна Сербія). На дунайському кордоні легіон перебував за імператорів Августа, Тиберія, Калігули, Клавдія. У 29-27 роках під орудою Марка Ліцинія Красса боровся проти племені бастарнів, фракійських племен медів та сердів, придушив постання мезів. У 6-9 роках разом з іншими легіонами Legio IV Scythica придушував Велике іллірійське повстання. Після цього займався охороною кордонів від сарматів та даків. З 12 до 23 року разом з Legio V Macedonica діяв спільно на дунайському кордоні, придушував повстання фракійців.
У 57 році імператор Нерон планував використати легіон для захоплення Скіфського царства у Криму, проте війна з Парфією перервала ці плани. У 58 році приєднався до Legio VI Ferrata та Legio III Gallica й під загальним командуванням Гнея Доміція Корбулона воював проти Парфії. У 62 році (тоді ним командував Луцій Фунісулан Веттоніан) разом з Legio XII Fulminata під орудою легата Луція Юнія Пета зазнав поразки при Рандеї від парфянського ставленика Тирідата I. Легіони Пета були оточені. Він вимушений був укласти перемир'я на умовах ворога: римляни зобов'язувалися залишити Вірменію. Слідом за цим легіон отаборився у м. Зевгма (Коммагена).
З 66 року був залучений до придушення Першого юдейського повстання, проте зазнав невдачі. У 69 році підтримав Веспасіана в боротьбі за владу, але не брав участь у бойових діях проти Вітеллія. Легіон залишився у Палестині під головуванням Тита. 70 року придушив заворушення в Антіохії. У 75 році вексиляції  легіону разом з підрозділами інших легіонів займалися зведенням каналу та мостів в Антіохії.
За імператора Траяна легіон в 114–117 роках брав участь у війні проти Парфії. Деякий час стояв в Атаксаті (Вірменія). Після цього за правління Адріана задіяно у придушенні другого (117–119 роки) та третього юдейських повстань (132–136 роки). У 149 році, за імператора Антоніна Пія, вексиларії легіону разом з підрозділами Legio XVI Flavia Firma були задіяні при прокладанні каналу в Селевкії Пієрії.
У 161–166 роках був частиною військ імператора Луція Вера під час війни із Парфією, звитяжив при захоплені столиці парфян Ктесіфона. У 181–183 роках за володарювання Коммода легіон очолював Септимій Север, майбутній імператор.
Під час війни за трон у 193 році легіон підтримав Песценнія Нігера, проте зумів зберегтися у 194 році після перемоги Септимія Севера. У 195 та 196–197 роках брав участь у парфянських кампаніях імператора Септимія Севера. У 197 році легіон діяв в Осроені. Після завершення війни розташувався у північній Месопотамії, де охороняв кордони імперії, водночас зводячи мости та прокладаючи шляхи. З 210 року легіон розташовувався у місті Дура Европос. У 219 році легіон підтримав свого легата Геллія Максима проти імператора Геліогабала, проте зазнав поразки. Деякий час стояв табором у м. Сура (Сирія).
Тривалий період про легіон немає відомостей. У 252 році був у м. Зевгма (Коммагена), де зазнав тяжкої поразки від персів, проте залишився й діяв на півночі Сирії ще за імператора Галлієна. Останні згадки датуються правлінням Діоклетіана, коли легіон під керуванням військового трибуна Квінта Варія Непота стояв у м. Ореса (територія сучасного Ізраїлю).